# Kfar-Netter
Kfar-Netter (כפר נטר) est un moshav créé non loin de Netanya.

## Les débuts
Les années 1936-1939 sont marquées par les émeutes sanglantes fomentées par la population arabe à l'encontre des implantations juives et de leurs habitants, par le Livre Blanc édicté par le mandat britannique, par la catastrophique situation économique du Yishouv et les premiers échos venus de l'Europe en guerre.
La réponse sioniste à ces évènements s'exprime alors dans la création de nombreuses implantations et dans l'organisation de leur défense. C'est ainsi que naissent les implantations du programme Tour et Muraille, programme permettant de réunir les conditions propices à la garde, la défense et l'observation.
Ces implantations sont censées subvenir à leurs besoins par l'agriculture, et ce dans l'esprit que la terre appartient à celui qui la fructifie.
L'école d'agriculture Mikvé-Israël est fondée, par Charles Netter, en 1870 par la communauté juive française et l'Alliance israélite universelle. Le but de Mikvé-Israël est de former les pionniers, novices dans le domaine de l'agriculture, au travail de la terre.
On y étudie au départ en français, jusqu'à la venue d'un nouveau directeur, Eliahou Krauze, qui impose l'hébreu comme langue d'étude, et ce dans un esprit d'amour de la patrie et de concrétisation des idées sionistes.
Cette même année (1934), on fête les 70 ans de la création de Mikvé-Israël, et en cet honneur, Krauze et ses élèves décident de la fondation d'une nouvelle implantation dont le nom rappellera le souvenir de Charles Netter, fondateur de Mikvé-Israël.
C'est ainsi qu'une trentaine d'élèves formés à Mikvé-Israël, accompagnés de quelques travailleurs du Yishouv, créent tout d'abord une organisation au nom de "Organisation Charles Netter", n'étant attachée à aucune mouvance politique.

## Acquisition des terrains et mobilisation
L'organisation Charles Netter engendre un premier temps l'opposition des institutions existantes du Yishouv, du fait de son non-alignement politique, puis, à la suite de certaines pressions, elle est acceptée.
Des années 1936 à 1939, de nombreux projets d'implantation de moshavim et kibboutzim restent en attente de soutiens financiers. Les institutions sionistes font alors pression sur l'organisation Charles Netter et sur l'Alliance israélite universelle, afin que ces dernières récoltent, par leurs propres moyens, les fonds nécessaires à leur installation, mais le judaïsme français s'avère être peu sensibilisé par le projet, faisant face en même temps au flux toujours croissant des réfugiés de l'Allemagne nazie.
Les membres de l'organisation Charles Netter obtiennent en fin de compte le terrain actuel de Kfar-Netter, cerné au sud par Beït-Yéhoshoua, à l'est par Even-Yéhouda et Kfar-Tzour, à l'ouest par des dunes menaçantes de sable et au sud-ouest par des marécages.
Une surface minimum de 2000 dounam est alors nécessaire pour la survie économique d'une implantation. Le moshav Kfar-Netter, disposant uniquement de 1250 dounam achetés auprès de voisins arabes pour la somme de 15 lires, se retrouve dans l'impossibilité géographique de s'étendre plus. Le moshav s'enquiert en conséquence de nouvelles terres appartenant à Kfar-Tzour, implantation disparue depuis.
La nature des terrains de Kfar-Netter, constitués d'une succession d'élévations et d'oueds profonds, conséquence du pâturage sauvage pratiqué par les bergers arabes, empêche alors l'emploi du tracteur, et rend l'accès au moshav compliqué.
L'une des plus laborieuses missions s'imposant aux pionniers est alors de stopper l'avancée des dunes de sable venant de l'ouest. Ces derniers plantent pour la cause eucalyptus, tamaris, acacias et buissons d'absinthe. Plus tard, le KKL leur fournit des plants supplémentaires.
Aux anciens élèves de Mikvé-Israël qui aménagent les terres de Kfar-Netter, se joint bientôt un groupe d'étudiantes issues de Nahalal et un autre d'ouvrières de Tel-Aviv. Le matériel leur est prêté par Mikvé-Israël, sur décision d'Eliahou Krauze. Les pionniers passent alors leurs nuits sous deux tentes installées aux abords de Beer-Touvia. Ils mettent leurs économies personnelles en commun afin de faire face au manque de nourriture, et leurs finances proviennent principalement du labeur de petits travaux parallèles. Seuls cinq des membres de l'organisation Charles Netter comptent encore parmi les fondateurs du moshav.
La date d'installation est fixée au 27 juillet 1939.

## L'installation
Kfar-Netter est la 50e implantation du programme Tour et Muraille.
Les fondateurs s'installent le 27 juillet 1939 sur les terrains, chargés de planches de bois, de tentes, de ciment, de gravier, de lits et de matelas. La législation turque interdisant de détruire tout bâtiment toituré, les pionniers disposent d'une seule journée pour poser les premiers jalons. Il est alors de coutume que participent à l'effort commun de la première journée tous ceux se trouvant aux environs ainsi que tout passant.
La double-muraille, remplie de ciment protégeant des tirs, est construite en premier, puis on l'entoure d'une barrière de barbelés. La tour à deux étages est composée de planches de bois fixées par de simples clous, et surmontée d'un projecteur activé par un générateur installé au pied de celle-ci. Au second étage, on aménage un recoin pour le garde. Le dressement de la tour symbolise l'installation officielle de Kfar-Netter.
Au matin, les volontaires quittent le moshav, et sur les lieux constitués de trois cabanes de bois et de dix tentes, restent 25 jeunes gens armés de deux fusils de chasse. L'approvisionnement en eau provient à cette époque encore de Kfar-Tzour.

## Évolutions premières
Le manque de productivité agricole au départ, engendre chez les membres de Kfar-Netter de régulières périodes de disette.
Chaque cellule familiale composant le moshav  se voit attribuer une parcelle de terre de 25 dounam. Propriétaire de tout ce qui se trouve sur le terrain, chaque habitant est membre de la coopérative du moshav, responsable exclusive de toute vente ou achat de terres et de l'acquisition du matériel agricole.
Les membres de Kfar-Netter, du fait de manque de moyens, vivent au départ sur le système économique du kibboutz et ce jusqu'en 1950.
Une année après sa création, le moshav cultive déjà, sur une surface de 1000 dounam, outre le blé et l'orge des premiers temps, la pastèque, les cacahuètes et les fèves. Il possède deux vaches, deux ânes, cinq bœufs et 450 poulets. 
Kfar-Netter abrite alors une population de vingt hommes, huit femmes et quatre enfants.
En 1945, un puits est creusé au sud du moshav. Douches et toilettes privées sont aménagées en 1951.

## Les vagues humaines
Aux fondateurs de Kfar-Netter, parmi lesquels on compte les jeunes Daïgui, Briefmann, Gutmann, Ziselmann, Khanlewitz, Yarovitzky, Lev, Lipmann, Letzky, Schnitzer et Tordjman, se joignent peu de temps après deux familles religieuses originaires de Beït-Yéhoshoua; Barnéa (initialement Bitter) et Gutter.
Par la suite, un groupe de Juifs bulgares, venus de Kfar-Hitim dans le Nord du pays s'installe à Kfar-Netter, avant même la construction de leur habitation, et parmi eux les jeunes Castro, Mimoun, Bajarno et Mitrani.
À l'issue de la Seconde Guerre mondiale, les familles Laks, Gross, Goldstein, Gadol et Romankevitch, rescapées de la Shoah s'installent au moshav.
Dans les années 1970, plusieurs familles, issues de différents kibboutzim, agrandissent le nombre des habitants. On compte parmi elles les familles Fisher, Lurber, Liebstein et Avramov.

## L'agriculture
L'activité agricole du moshav est progressivement abandonnée au début des années 1990, conséquence de difficultés économiques, et Kfar-Netter se reconvertit dans le domaine de l'entreprise immobilière.
Kfar-Netter cultivait jusqu'alors tomates, poivrons, carottes, pommes de terre, aubergines, choux-fleurs et choux, mais aussi les goyaves, les cédrats, les noix de pécan, les nèfles et les avocats.